# Le mura di Bergamo
Le mura di Bergamo è un film documentario del 2023 diretto da Stefano Savona. Il film è stato presentato il 24 febbraio 2023 in anteprima mondiale al 73º Festival Internazionale del Cinema di Berlino, in concorso nella sezione Encounters, ed è stato candidato al Berlinale Documentary Award.

## Trama
Il film documenta la pandemia di Covid-19 nella città di Bergamo.